# Replicare ADN

Molecula ADN este despicată în lung în două șiraguri care apoi integrează nucleotidele prin împerecherea bazelor pentru a produce două molecule ADN identice.

Replicarea ADN este un proces fundamental care are loc în celulele organismelor vii și este baza eredității biologice. În urma acestui proces se realizează copierea, mai precis duplicarea, moleculelor de ADN, care sunt purtătorii informației genetice. Este un proces „semiconservativ”, ceea ce presupune faptul că molecula ADN inițială este despicată în lung, ca un fermoar, în cele două șiraguri complementare care o compun. Fiecare din acestea devine un model pentru sinteza unui nou șirag complementar, integrând, după regula complementarității bazelor, nucleotidele dispersate în nucleul celulei. Rezultă două molecule ADN identice.